# Wilfried Oellers

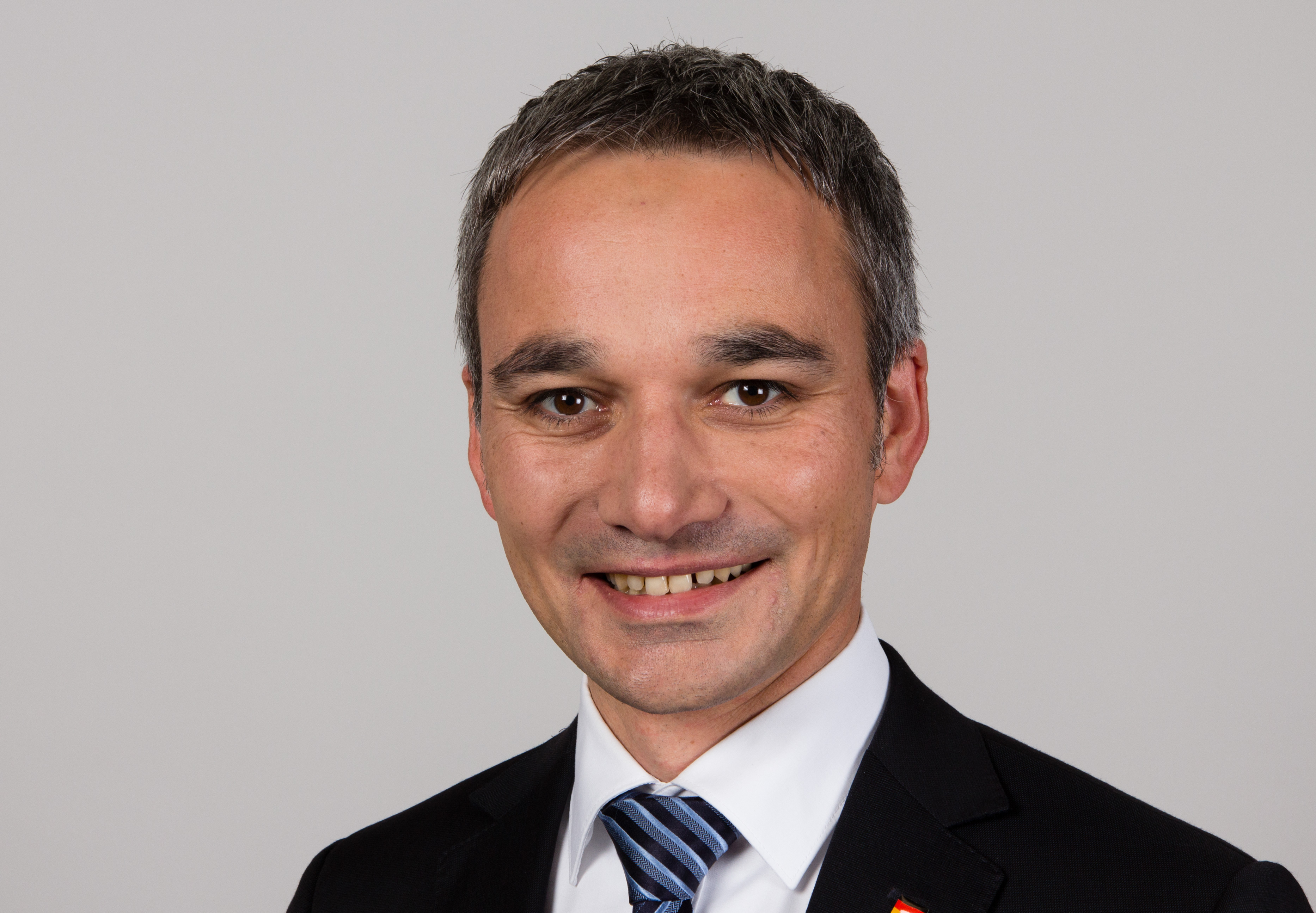
Wilfried Oellers (2014)

Wilfried Oellers (* 16. September 1975 in Mönchengladbach) ist ein deutscher Politiker (CDU) und Rechtsanwalt. Seit 2013 ist er Mitglied des Deutschen Bundestages.

## Leben
Oellers besuchte zunächst die Gemeinschaftsgrundschule Randerath-Porselen und anschließend die Realschule Oberbruch. Nach seinem Abitur im Jahr 1995 am Cusanus-Gymnasium Erkelenz leistete er seinen Zivildienst bei der Evangelischen Kirchengemeinde Heinsberg.
An der Universität zu Köln studierte Wilfried Oellers Rechtswissenschaften. Seit dem Abschluss des Referendardienstes am Landgericht Aachen war er in einer Heinsberger Anwaltskanzlei als Fachanwalt für Arbeitsrecht tätig.
Seit 1995 ist er Mitglied der Kölner Burschenschaft Wartburg-Suevia Leipzig.

## Partei
Oellers trat 1999 zunächst in die Junge Union ein. Dort bekleidete er mehrere Positionen auf Stadtverbands- und Kreisverbandsebene. Mitglied der CDU wurde er 2003. In seinem Ortsverband Porselen/Horst ist er seit 2006 der stellvertretende Vorsitzende. Im Vorstand des Stadtverbandes Heinsberg war er zunächst als Beisitzer (2007–2009) und später als Schatzmeister (2009–2013) tätig Seit 2013 ist er kooptiertes Mitglied im Kreisvorstand der CDU Heinsberg und seit 2015 ordentliches Mitglied im CDU-Bezirksvorstand Aachen.

## Abgeordneter
Bei der Bundestagswahl 2013 erhielt Oellers 53,4 Prozent der Erststimmen und damit das Direktmandat im Bundestagswahlkreis Heinsberg.
Er war in der Wahlperiode 2013–2017 ordentliches Mitglied im Ausschuss für Arbeit und Soziales, dort Berichterstatter für Arbeitsrecht, Arbeitsgerichtsgesetz, Tarifrecht und europäisches Arbeitsrecht. Darüber hinaus war er stellvertretendes Mitglied im Ausschuss für Wirtschaft und Energie sowie im Ausschuss für Ernährung und Landwirtschaft.
Im 18. Deutschen Bundestag war er ordentliches Mitglied im Ausschuss für Arbeit und Soziales und zudem stellvertretendes Mitglied in den Ausschüssen für Ernährung und Landwirtschaft sowie Wirtschaft und Energie. Bei der Bundestagswahl am 24. September 2017 erhielt er 45,6 % der Stimmen und wurde damit direkt in den 19. Deutschen Bundestag gewählt. Auch in der Wahlperiode 2017–2021 war er ordentliches Mitglied im Ausschuss für Arbeit und Soziales und stellvertretendes Mitglied im Ausschuss für Ernährung und Landwirtschaft, im Ausschuss für Recht und Verbraucherschutz, sowie im Vermittlungsausschuss. Oellers war auch Mitglied im Richterwahlausschuss.
Bei der Bundestagswahl am 26. September 2021 erhielt er 39,7 % der Stimmen und damit erneut das Direktmandat für den Kreis Heinsberg.
In der 21. Wahlperiode ist Oellers erneut Mitglied im Ausschuss für Arbeit und Soziales und im Rechtsausschuss.
Oellers war in der 20. Legislaturperiode des Deutschen Bundestages Beauftragter für die Belange von Menschen mit Behinderungen der CDU/CSU-Bundestagsfraktion. In der 21. Wahlperiode führt er dieses Amt als Beauftragter für die Teilhabe von Menschen mit Behinderungen weiter.

## Politische Positionen
Wilfried Oellers setzt sich aktiv ein für die Abschaltung der Atomkraftwerke Tihange II und Doel III im deutsch-belgischen Grenzgebiet, für die Schaffung einer Dienstverrichtungsstelle der Bundespolizei im Kreis Heinsberg und die Stärkung des ländlichen Raumes. Oellers vertritt sowohl arbeitnehmer- als auch arbeitgeberfreundliche Positionen. So setzte er sich einerseits in der 18. Wahlperiode für die Einführung des Mindestlohnes ein, andererseits stimmte er gegen die Abschaffung der sachgrundlosen Befristung von Arbeitsverhältnissen. Sein Abstimmverhalten in der Legislaturperiode 2013 bis 2017 spiegelt dies wider.
Oellers ist ein Gegner der Cannabis Teillegalisierung und bezeichnet diese als Konjunkturprogramm für die organisierte Kriminalität.